# Georgi Dimitrow (narciarz)
Georgi Dimitrow, bułg. Георги Димитров (ur. 10 kwietnia 1930 w Bansku lub Samokowie) – bułgarski narciarz alpejski, trzykrotny olimpijczyk, trener.
Trzykrotnie uczestniczył w zimowych igrzyskach olimpijskich. Na igrzyskach w Oslo w 1952 roku zajął 30. miejsce w zjeździe i 53. w slalomie gigancie, a w slalomie został zdyskwalifikowany podczas drugiego przejazdu. Cztery lata później na igrzyskach w Cortinie d’Ampezzo był 13. w slalomie, 18. w zjeździe i 34. w slalomie gigancie. Podczas tych igrzysk rozegrano również kombinację alpejską, która nie była konkurencją olimpijską, ale zaliczana była do mistrzostw świata. W zawodach tych Dimitrow zajął szóste miejsce, co jest największym osiągnięciem bułgarskich narciarzy w konkurencjach alpejskich podczas mistrzostw świata. W trzecim starcie olimpijskim, podczas igrzysk w Squaw Valley w 1960 roku, Dimitrow zajął 18. miejsce w slalomie oraz 30. w zjeździe i slalomie gigancie.
Narciarstwo alpejskie zaczął uprawiać w wieku 12 lat. W latach 1949–1962 zdobył 23 tytuły mistrza Bułgarii w narciarstwie alpejskim we wszystkich konkurencjach, w 1959 roku zwyciężył również w slalomie podczas akademickich mistrzostw świata w Zakopanem.
Po zakończeniu kariery zawodniczej został trenerem narciarstwa alpejskiego. Pełnił rolę szkoleniowca bułgarskiej męskiej reprezentacji narciarzy alpejskich podczas igrzysk w Innsbrucku w 1964 roku.